# جنگل‌های داخلی پرنامبوکو
جنگل‌های داخلی پرنامبوکو (به پرتغالی: Florestas do Interior de Pernambuco) یک منطقهٔ مسکونی و جنگل در برزیل است که در سرژیپه واقع شده‌است.